# Kennith Sweet
Kennith Sweet ist ein ehemaliger US-amerikanisch/deutscher Basketballspieler. Der Innenspieler spielte für Bamberg in der Basketball-Bundesliga. In Deutschlands höchster Klasse erzielte er insgesamt 4526 Punkte.

## Laufbahn
Sweet spielte von 1973 bis 1975 für die Mannschaft der Concord University (US-Bundesstaat West Virginia). In der Saison 73/74 verbuchte er in 26 Spielen Mittelwerte von 19 Punkten sowie 8,7 Rebounds je Partie und vermochte diese Werte in der Folgespielzeit noch zu steigern: 1974/75 erzielte Sweet in 19 Spielen für Concord im Schnitt 20,2 Punkte und holte 9,8 Rebounds.
1978 kam der US-Amerikaner zum 1. FC Bamberg in die deutsche Basketball-Bundesliga und fügte sich in seinem ersten Jahr gleich gut ein, indem er hinter Holger Geschwindner mit 494 erzielten Punkten zweiterfolgreichster Werfer der Mannschaft war. Allerdings stieg er mit Bamberg in diesem Jahr aus der Bundesliga ab. Er blieb dem Verein auch in der 2. Basketball-Bundesliga treu, nach mehreren vergeblichen Anläufen klappte es 1982 mit dem Wiederaufstieg, zu dem Sweet als bester Korbschütze Bambergs erheblich beitrug. In der Saison 82/83 stieg er mit Bamberg gleich wieder in die zweite Liga ab, um die Mannschaft 83/84 wiederum als erfolgreichster Punktesammler der Saison abermals ins „Oberhaus“ zu führen. 1985 machte er die Mannschaft fast im Alleingang erstmals zum Bundesliga-Tabellenführer. Im Juli 1985 nahm Sweet die deutsche Staatsbürgerschaft an. 1992 wurde er mit Bamberg DBB-Pokalsieger, danach endete seine fast 14-jährige Spielerzeit bei dem Verein. Anschließend spielte er noch für den 1. FC Baunach in der zweiten Liga.